# 高瀬ユウヤ
高瀬 ユウヤ（たかせ ゆうや）は、日本のライトノベル作家。第14回ファンタジア長編小説大賞準入選受賞作品『攻撃天使』シリーズでデビュー。

## 作品リスト
富士見書房刊
- 『攻撃天使』シリーズ（イラスト：森田柚花）
- 『青く澄んでいく、この恋も未来も』（イラスト：放電映像）
- 『イヅナさんと!』シリーズ（イラスト：八島タカヒロ）
  - イヅナさんと！ 黄金の衝突事件
  - イヅナさんと！ プレイヤーは女神様
  - イヅナさんと！ 世界でいちばん強いキス

## 関連レーベル
- 富士見ファンタジア文庫